# 2018—2019年苏丹示威
2018年12月19日，苏丹多地爆发连串示威。示威原本目的是抗议社会各阶层生活成本不断上升，经济环境恶化，后来迅速演变成要求立即推动经济改革和总统奥马尔·巴希尔下台。
政府暴力回应和平示威引起国际社会的关注。2月22日，巴希尔宣布国家紧急状态，解散了国家和地方政府，将军方和情报部门人员调入地方。3月8日，巴希尔宣布拘禁所有参与反政府示威的女性。4月6日和7日，紧急状态颁布以来首次出现大规模示威。4月10日，军人支持示威行列保护示威者。最终，军方于4月11日发动政变移除巴希尔的权力。尽管如此，军方仍未打算立即过渡到文官政府，在苏丹职业人士协会等反对派团体的带动之下，民众抗议持续。
巴希尔下台后，苏丹专业人员协会和民主反对派继续组织街头抗议，呼吁在位的过渡时期军事委员会“立即无条件”支持由文职领导的过渡政府，敦促进行其他改革。4月到5月，过渡委员会和反对派展开组建联合过渡政府的谈判。然而，快速支援部队和过渡委员会的其他军队在6月3日的喀土穆大屠杀中杀害128名平民，谈判被迫中断。之后，反对派团体于6月9日到11日一连三天发动大罢工，抗议政府发动大屠杀，肆意逮捕民众。他们还呼吁民众进行公民不服从和非暴力抵抗，迫使委员会过渡到文官政府。12日，反对派与委员会达成协议，结束罢工，政治犯获释。
经过重启谈判，双方代表于2019年7月5日达成口头协议，书面版于7月17日签署。双方宣布共享行政和立法机构权利，对喀土穆大屠杀等政变后的事件展开司法调查，直到2022年的大选。宣言的补充文件《宪法宣言草案》于2019年8月4日由双方初步签署，8月17日正式签署。根据过渡计划，由平民和军方组成的苏丹主权委员会将成为国家元首，过渡期开始的21个月后，领导人将从军方变成文官。过渡期到选举前结束，总共39个月。8月20日，过渡委员会解散，男性占大多数的主权委员会上任。根据先前签署的《宪法宣言草案》，经委员会任命的阿卜杜拉·汉姆多克于8月20日宣誓就任总理。而武装反对派团体确立“全面和平进程”定于2019年9月1日开始 。

## 背景
2018年1月，苏丹首都喀土穆爆发示威，抗议面包等生活必需品价格上涨。示威发展迅速，获得多个反对派支持。青年人和女性运动也加入示威。
苏丹政府在国际货币基金组织的建议下启动紧缩措施，贬值当地的货币，取消小麦和电力补贴。自奥马尔·巴希尔掌权以来，苏丹的经济一直不景气，但自依赖石油出口获取外汇的南苏丹于2011年分离后，经济变得越来越动荡。2018年10月，苏丹镑贬值导致汇率大幅波动，流通现金短缺。民众排长队购买石油面包等生活必需品和在ATM前取钱已成为常态。苏丹的通货膨胀率约为70％，仅次于委内瑞拉。
2018年8月，全国大会党宣布支持巴希尔竞逐总统，不顾巴希尔决定以后不参加选举的决定，尽管反对他的人不断增加。这些举措导致党内的反对声音与日俱增，他们纷纷表示要尊重目前不让巴希尔连任的宪法。苏丹的社会活动家在社交媒体上作出反应，呼吁发起运动反对他的提名。
巴希尔1989年起领导国家。当年，他发动政变反对其时当选但不受民众拥护的总理萨迪克·马赫迪。国际刑事法庭已在達爾富爾西部地区起诉巴希尔犯战争罪和反人类罪。

## 时间轴

### 2018年12月
此次示威浪潮始于2018年12月19日阿特巴拉民众抗议面包价格上涨三倍，之后蔓延到苏丹港、栋古拉和首都喀土穆。示威者在阿特巴拉和栋古拉国家党总部纵火，当局动用催泪弹、橡皮子弹和实弹驱散示威者，死伤数十人。前总理薩迪克·馬赫迪当天回国。
12月21日，当地的互联网服务供应商屏蔽了社会媒体和即时通讯软件，互联网观察站NetBlocks和苏丹志愿者收集的技术证据表明安装了“广泛的互联网审查制度”。苏丹全国推行宵禁令，各地学校关闭。

### 2019年1月
2019年1月7日，800多名反政府示威者遭到当局逮捕，其中包括安全官员遭内的19人在示威期间遇害。
1月9日，东南部城市加达里夫有数千人聚集。
1月17日，苏丹职业人士协会组织示威，一名医生中枪，医院成为安全部队的行动目标。

### 2019年2月
安全部队严密控制媒体对抗议活动的报道。《Al Tayyar》印刷了大量空白的报纸，当中大部分内容经政府审查后删除。其他报馆印刷的报纸被当局没收。情报部门再度突袭了《Al Jarida》的办公室，中断报纸印刷。《The Listening Post》节目报道，境外的阿拉伯语摄影师成为了政府特别关注的目标。
一名“高级军方消息人士”向《中东眼》提供了他和尤西·科根在慕尼黑安全会议上私人会谈的证据，称阿联酋、沙特阿拉伯和埃及等阿拉伯国家支持苏丹情报部长莎拉·戈什取代巴希尔担任总统。
2月22日，巴希尔20年来首度宣布国家紧急状态，“解散中央和地方政府”。翌日他钦定穆罕默德·塔希爾·艾拉继任总理，前情报部长和现任国防部长萨拉赫·穆罕默德·阿卜杜拉出任第一副总理。情报部长表示巴希尔2020年不会竞逐连任，并将辞任全国大会党党主席职位。两人于2月25日宣布就职。和巴希尔同样被国际刑事法庭以战争罪名通缉的艾哈迈德·哈龙接任巴希尔党主席职务。军方和情报部门官员进入解散后的省级政府。
安全部队突袭了喀土穆和翁布尔曼的大学，并于2月24日在喀土穆持棍殴打学生。之后巴希尔颁布紧急法令，判处示威者和非法交易小麦石油者10年徒刑。

### 2019年3月
3月7日，民众发起示威，表扬在起义中担任主角角色的女性。多地示威者高举“女同胞们，强硬起来！”、“这是一场女性革命！”等标语。3月8日，巴希尔下令逮捕所有参与反政府示威的女性。示威者们用一名被紧急法庭判处鞭笞20下和一个月监禁，后上诉成功的女性的名字命名喀土穆一座社区公园。鞭刑判决起源于英国殖民统治时期的1925年，目的是阻止苏丹妇女参与政治活动。据民主律师联盟称，至少有870人在新成立的紧急法庭受审。

### 2019年4月-5月
4月6日，阿尔及利亚总统阿卜杜勒-阿齐兹·布特弗利卡应国内示威者的心声下台后，苏丹职业人士协会号召民众游行到军方总部。100多万人响应了号召。一名示威者表示，安全部队和军方之间出现意见分歧，安全部队“想袭击来自北方的示威者”，军方“‘站到示威者一边’开火回击”。随后喀土穆军队总部出现了持续了一个礼拜的静坐抗议。4月8日早上，军方和情报部门快速反应部队在喀土穆军队总部对峙。
4月7日，苏丹全国封锁社交媒体仅几个小时后出现停电。
4月8日，苏丹专业人员协会发布新闻稿，呼吁“组建由DFC部队和合作革命力量组成的理事会，负责联络国家正规部队及当地和国际行动者，最终促成政治过渡过程，将权利移交给得到人民支持、反映革命力量愿望的过渡性文职政府”。当天内政部长表示，周末喀土穆的示威有6人死亡、57人受伤、2500人被逮捕。警方按照命令未干预行动。同样在当天，青年女性阿拉·莎拉站在车顶上向示威人群打气的视频在WhatsApp广泛流传，莎拉因此网络爆红，成为示威的标志，引起对女性在示威活动中的参与及领导作用的关注。
4月11日，巴希尔被军方赶下台后软禁 。欧盟和美国呼吁召开联合国紧急会议。
4月12日夜间，苏丹过渡军事委员会主席艾哈迈德·阿瓦德·伊本·奥夫宣布退位。本·奥夫表示他已选择军队总督察、陆军中將阿卜杜勒·法塔赫·阿卜杜勒拉赫曼·布尔汉接任他的位置。抗议者十分赞同本·奥夫的决定，欢呼跳舞庆祝。布尔汉是军方总部静坐抗议期间其中一位接触示威者的将军，他的任命决定被示威者视为“胜利”。阿卜杜勒·法塔赫·阿卜杜勒拉赫曼·布尔汉的记录比巴希尔手下的其他几位将军都要清白，他既未涉及战争罪行，也没有被国际法庭通缉。
4月13日，军方正式和示威者展开对话。在此之前，艾哈迈德·阿瓦德·伊本·奥夫取消宵禁令，同时颁布法令释放依照巴希尔颁布的紧急状态法案被逮捕的人士。负责监督镇压反政府示威者的情报局长莎拉·戈什宣布辞职。
4月14日，过渡军事委员会宣布同意示威者提名平民出身的总理且由平民监管除内政部和国防部外的所有政府部门的要求。同日，军事委员会发言人宣布国防部长奥夫已被撤职。阿布·巴克·穆斯塔法中将将接任戈什的国家情报和安全局局长的职务。
4月15日，过渡军事委员会发言人宣布“前执政党全国大会党党员不会在过渡政府任职”，但没有禁止他们参加之后的选举。同日，知名活动家穆罕默德·纳吉·阿萨姆表示，随着军方持续释放政治犯，不断和示威者展开对话，双方的信任不断增强，即便军方驱散静坐人士的尝试行动组织不力。同时，军事委员会宣布内部正在重组，首项工作是任命哈希姆·阿卜杜勒·穆塔里布·艾哈迈德·巴巴卡为陆军参谋长，任命穆罕默德·奥斯曼·侯赛因为副参谋长。
4月16日，过渡军事委员会主席阿卜杜勒·法塔赫·阿卜杜勒拉赫曼·布尔汉宣布再度就示威者的要求展开合作，解雇首席检察官奥马尔·艾哈迈德·穆罕默德·阿卜杜勒萨拉姆、人民检察官阿梅尔·易卜拉欣·马吉德、副人民检察官赫什姆·奥斯曼·易卜拉欣·萨利赫三位国家级检察官。同日，两名消息人士直接告诉美国有线电视新闻网，巴希尔前内政部长阿卜杜勒拉希姆·穆罕默德·侯赛因和前执政党党魁艾哈迈德·哈伦被控腐败和杀害示威者罪。
4月17日，遭软禁于总统府的巴希尔被转送到喀土穆的科巴最高安全监狱。两名监狱官员向有线电视新闻网确认消息，表示看到巴希尔抵达，他们还向路透社表示巴希尔是被在苏丹监狱任职的亲属送来的。该监狱因关押着大量在巴希尔执政时期遭整肃的政治犯而著名，同时关押着巴希尔的其他亲信。据报道，这位前苏丹总统被关押在单独牢房，受到严密看护。之后，半岛电视台也确认巴希尔被转送的消息。军事委员会发言人沙姆斯·埃尔丁·卡巴什补充称巴希尔的两位兄弟阿卜杜拉·巴希尔和阿拉巴斯·巴希尔也被逮捕。
4月18日，数千名群众集会要求過渡軍事委員會讓位給文官统治，是巴希尔下台以来规模最大的示威。抗议群众领导表示如果军政府拒绝让步，会在两天内自行提名过渡委员会。
4月21日，阿卜杜勒·法塔赫·阿卜杜勒拉赫曼·布尔汉在采访中重申“过渡时期军事委员会是对起义和革命的补充”，“目的是将权力移交给人民”。同日，抗议群众领导中断与军政府的谈判，认为对方人员都是巴希尔伊斯兰政权的余党，并未展现出将权力移交给平民的诚意，发誓要加强示威游行。当天沙特阿拉伯和阿联酋承诺向军事当局提供30亿美元的援助 。抗议者要求委员会拒收，部分人甚至建议两个盟友中断外交关系。同时，由于苏丹港石油公司出现罢工，内陆地区南苏丹的石油出口瘫痪。
4月24日，过渡军事委员会的三名成员：政治委员会主席奥马尔·扎因-阿比迪、陆军中尉扎拉·迪恩·谢赫、中尉塔耶布·巴巴卡·阿里·法蒂尔应抗议者要求递交辞呈。4月27日，组建由平民和军人组成的过渡委员会的协议正式达成，尽管双方都想占多数席位，尚未就共享权力安排的确切细节达成一致。军方还宣布军事委员会的三位将军辞职。
2019年5月7日，21位前巴沙尔的全国民主联盟南达尔富尔州分部官员于逃亡时被逮捕。5月8日，消息指被逮捕的人士有女性。
苏丹当局于2019年5月30日撤销半岛电视台在当地落地广播的资格。同日有两名平民死亡。過渡軍事委員會镇压了喀土穆北部的“哥伦比亚”街区，在当地，毒品、酒精和性交易泛滥。特勤队和警方据报在清场行动中发射实弹，造成1人死亡，10人受伤。

### 2019年6月
紧张局势于2019年6月3日持续升级，苏丹武装部队实弹突袭示威者营地，造成至少120人死亡。有部队冲进医院射杀示威者。大約40名遇难者的遗体被当局抛入河中。多名女性遭到蘇丹軍人強暴。

### 后续
苏丹专业人员协会于6月9日到11月发动为期三天的大罢工和公民不服从运动后，代表示威者的自由与变革力量同意与过渡军事委员会正式开始组建新政府的谈判。
7月5日，在非洲联盟和埃塞俄比亚调解员的协助下，过渡委员会和自由与变革力量达成口头协议，过渡政府的主席将由军事和平民轮流担任。在国际证人的见证下，双方于7月17日正式签署书面协议。宪法宣言有望起草，完成对过渡期的定义。
7月27日，宪法宣言仍在谈判时，军事委员会委任的喀土穆大屠杀调查委员会主席法费特拉勒曼·赛义德表示事件造成87人死亡，168人受伤，未有妇女遭到强奸，帐篷未被烧毁。他表示，已对八位未具名的高级安全人员发起危害人类罪的法律诉讼。苏丹法医组织联盟、苏丹专业人员协会、苏丹妇女联盟和自由力量认为调查结果“站不住脚，疑点重重”，喀土穆民众到街上抗议结果。
7月29日，快速支援部队在欧拜伊德实弹射击抗议“燃油短缺造成交通中断、供水中断、商品价格上涨及没面包吃”的学生。4名学生和另外一名示威者当场死亡，40到50人受伤，其中8人伤势严重。喀土穆2000人抗议当局于当天杀害示威者。自由力量暂停宪法宣言的谈判，前往当地“评估事态”。北科尔多凡州总检察长调查7名开枪的部队士兵。过渡委员会表示士兵当时在镇守银行，被人扔石头时开枪还击。事件造成9名部队成员、3名常规军和1名警察受伤。8月1日，恩图曼乌巴达有4名示威者被开着四轮车的政府军射杀。
8月4日，过渡委员会代表穆罕默德·哈姆丹·“赫梅蒂”·达加洛和自由力量代表艾哈迈德·拉比正式签署宪法宣言。这份宣言和7月17日的政治协议意味着由5位平民、5位军人、1位双方同意的平民组成的主权委员会成立，他们将和其他过渡国家机构和程序在为期39个月的过渡期中履行职责。
8月20日，过渡军事委员会正式解散，主权委员会成立。而委员会的苏丹司法机构主席宣誓仪式在前一天举行。依据宪法宣言，阿卜杜拉·汉姆多克出任总理 。而武装反对派团体确立“全面和平进程”定于2019年9月1日开始 。

## 國際關注
2018年12月28日，两名联合国特别报告员表示政府动用武力针对示威者的行为令人震惊，对“任意逮捕和拘留”表示关注。
埃及、卡塔尔、沙特阿拉伯支持巴希尔政府。阿联酋向苏丹援助了112万吨燃油，拨款3亿美元资助苏丹的农业。土耳其和俄罗斯也提供了燃油和小麦。
2019年4月10日，挪威、英国和美国三国发表声明，敦促苏丹政府听从示威者的诉求实行政治过渡：“苏丹人民要求的政治体制过渡是有包容性的，更具合法性的。苏丹当局现在必须回应，提供可靠的政治过渡计划，否则便会引发更大的不稳定性。苏丹领导层有责任避免这样的结果”。6月3日，联合国秘书长古特雷斯和人权事务高级专员巴切莱特，分别发表声明，强烈谴责苏丹安全人员1日对平民过度使用武力并导致许多人死亡和受伤。

## 关联条目
- 阿拉伯之春、第二次阿拉伯之春
  - 2019年埃及抗议（英语：2019 Egyptian protests）
  - 2019—2020年黎巴嫩抗议
  - 2019—2020年阿尔及利亚示威
- 2019年苏丹政变、2021年10月苏丹政变